# Todor Marev
Todor Marev (en bulgare : Тодор Марев), né le 20 novembre 1954 à Varna en Bulgarie, est un footballeur bulgare, devenu entraîneur à l'issue de sa carrière, qui évoluait au poste de défenseur.
Il a joué 422 matches en première division bulgare avec le club du Tcherno More Varna. Il est nommé trois fois pour le prix du meilleur joueur du Tcherno More (en 1976, 1977 et 1978).

## Biographie

### Carrière de joueur
Todor Marev a commencé sa carrière junior au Tcherno More Varna. Son talent a été découvert par les entraîneurs Ivan Mokanov et Goergi Dimitrov. 
C'est avec Goergi Dimitrov, où il a fait ses débuts en équipe première à l'âge de 17 ans, le 4 juin 1972 contre le Dunav Ruse. Il est rapidement devenu titulaire, et capitaine de l'équipe à l'âge de 22 ans. Il a développé son jeu sur base de rapiditer, de placement et de vision de jeux. La défense de son équipe était une des plus dures à percer parmi celles du championnat sous le commandement de Todor Marev. Sur le terrain, il ne participait pas à l'attaque mais était très occupé à gérer la défense de son équipe, cependant, il marque son tout premier but le 29 septembre 1985 contre le Spartak Varna. 
Durant sa carrière, il fut sanctionné une seule fois d'un carton rouge durant le derby de Varna le 6 avril 1994. Au total, il a joué 530 matchs (dont 422 en première division et 108 en deuxième division) avec le Tcherno More. Les matchs de coupe ne sont pas inclus. 
En fin de carrière, il a joué trois saisons pour le Dorostol Silistra et l'Ovech Provadia dans le championnat inférieur avant de retourner pour une dernière saison au Tcherno More Varna. Il prit sa retraite à l'âge de 39 ans le 13 août 1994. 

### Carrière internationale
Todor Marev compte 16 sélections avec l'équipe de Bulgarie entre 1974 et 1983. 
Il est convoqué pour la première fois en équipe de Bulgarie par le sélectionneur national Stojan Ormandzhiev, pour un match amical contre l'Italie le 29 décembre 1974 (0-0). 
Il reçoit sa dernière sélection le 9 mars 1983 lors d'un match amical contre la Suisse (1-1).

### Carrière d'entraîneur
Todor Marev est diplômé de l'Université d'économie de Varna en 1983, puis en 1995, il est diplômé de l'Académie nationale des sports comme entraîneur. 
Après sa carrière de joueur, il a commencé une carrière d'entraîneur des jeunes du Tcherno More Varna. Il a aussi entraîner une équipe féminine le Grand Hotel Varna et a gagné deux fois le championnat féminin bulgare. 
En 1997, il a pris en charge l'équipe première du Tcherno More durant une courte période, lors d'une crise et sous la menace de relégation en troisième division. Après cela, il redevient entraîneur des jeunes du Tcherno More jusqu'à aujourd'hui.